# قسم سردسير الريفي (مقاطعة بوئين و مياندشت)
قسم سردسیر الريفي (بالفارسية: دهستان سردسیر) هي منطقة سكنية تقع في إيران في مقاطعة بوئين و مياندشت. يقدر عدد سكانها بـ 3,512 نسمة .